# Tyrłowa Bałka
Tyrłowa Bałka (ukr. Тирлова Балка) – wieś na Ukrainie, w obwodzie kirowohradzkim, w rejonie kropywnyckim, w hromadzie Ustyniwka. W 2024 liczyła 102 mieszkańców.